# モスクワ裁判

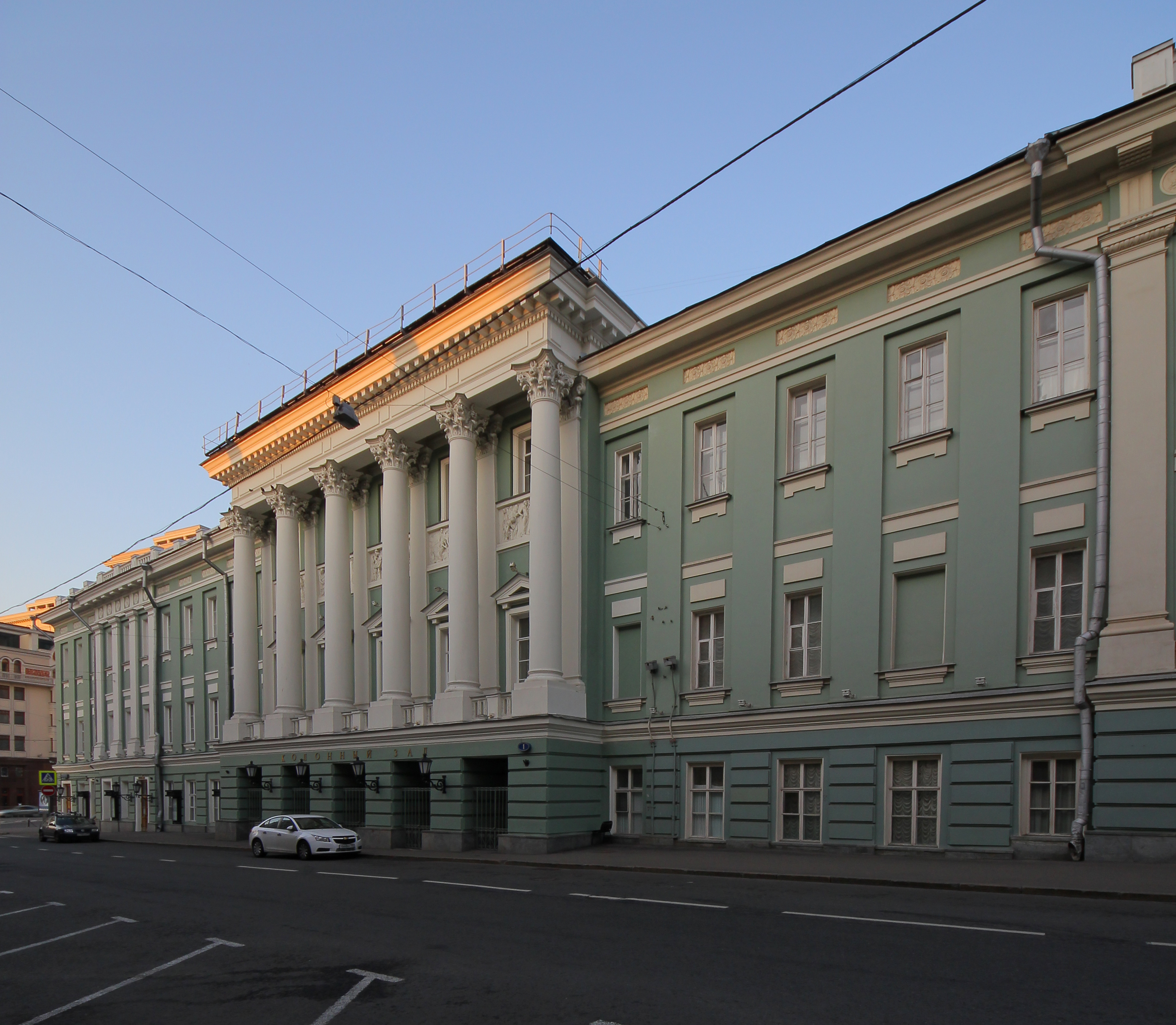
モスクワ裁判の舞台となった労働組合会館

モスクワ裁判（モスクワさいばん）は、スターリン時代のソ連政府がモスクワで行った反革命分子に対する「公開裁判」。全部で三回行われた。外国ジャーナリストに「公開」することでスターリンによる大粛清を国際的に正当化する意味を持った。ソビエト連邦最高軍法会議に於いて提起され、裁判長はヴァシリー・ウルリヒ、検察官はアンドレイ・ヴィシンスキーがつとめた。またこれらの裁判中、しばしばヴィシンスキーがソ連経済の混乱や国民生活の貧困を被告人たちの「陰謀」として追及するなどしており、スターリンの失政を覆い隠す意味もなした。まともな裁判ではなく茶番劇であるとして「見世物裁判」と記す書もある。
1956年のスターリン批判以降、大粛清に関与したヤゴーダを除き、処刑された全員が1989年までに名誉回復されている。

## 概要

### 第一回モスクワ裁判

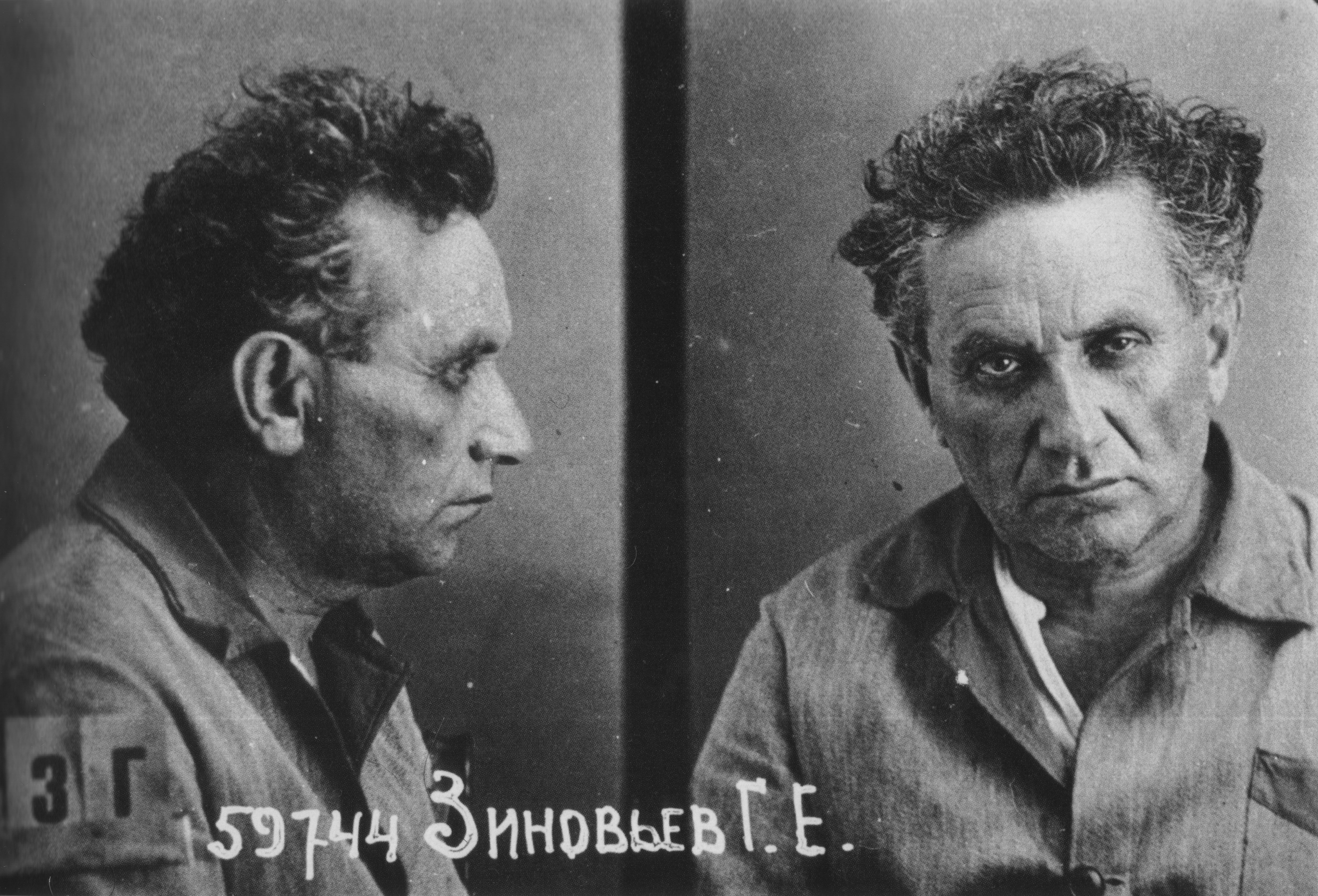
死刑執行直前のジノヴィエフのマグショット。拷問により著しく憔悴しているのが見て取れる

第一回裁判は1936年8月19日に合同本部陰謀事件を裁く法廷としてモスクワの労働組合会館の「十月革命の間」で行われた。被告人は、ジノヴィエフ、 カーメネフ、スミルノフ、セルゲイ・ムラチュコフスキー（ロシア内戦の英雄）、グリゴリー・エフドキモフ、ヴァガルシャク・テル＝ヴァガニャン（アルメニア共産党書記長）、イワン・バカエフ、イェフィム・ドライツァー、アイザック・ラインホルト、リチャード・ピッケル、エドワード・ホルツマンら16名。傍聴人として150人の「市民」と30人余りの外国人ジャーナリストが招かれたため、「公開裁判」とされている。ただしその「市民」なる者たちはすべて大粛清の執行機関NKVDのメンバーが市民に偽装したものであり、彼らは裁判が「シナリオ」通りに進むように監視し、少しでも被告が不都合なことを喋ると大声で野次を飛ばすのが役割であった（野次は裁判長が裁判を休廷する口実となりえた。そして被告には圧迫が加えられた）。
被告人は2つのグループに分けられた。ひとつはジノヴィエフやカーメネフら革命時代にはボルシェヴィキの最高幹部としてレーニンを補佐した大物や、トロツキーが率いた左翼反対派の構成メンバーたちを含む前述の11名。もう一方は拷問の末に「裁判で自白すれば命は助ける」といわれてジノヴィエフやカーメネフらとナチス・ドイツ・ゲシュタポの関係を「証言」させるために集められた無名の小物たち5名だった。
この裁判の様子について外国人ジャーナリストたちは、歴戦の革命家のはずの大物被告たちが恐怖に震え、くぐもった声や涙声で語っていたとし、一方逆に命の保証を受けていた小物被告たちは「まるで自分の誕生日のように」嬉々とした声でナチスの「陰謀」の証言をしていたとレポートしている。結局被告人は全員が罪を「自白」することとなった。
8月24日、裁判長ウルリヒは「トロツキーと連携してセルゲイ・キーロフの暗殺を実行し、スターリンらをも暗殺しようとした」として被告16名全員に対して銃殺刑を宣告。命は助けると言われていたはずの小物被告たちは裏切られた形となった。一人を除く全員が提出した助命嘆願が却下されたのち（起訴状の中に入っていたヨシフ・ウンシュリフトによる「いかなる助命嘆願も拒否すること」という命令書が残されており、ウルリヒにより日付の記入がされている）、判決はその日の深夜2時には収監先のルビャンカで執行され、ウルリヒ、ヴィシンスキーらが銃殺に立会った（ジノヴィエフのみ、独房で抵抗したためその場で射殺されたという）。さらに9月1日には同じ事件で逮捕されていたレニングラード共産党支部の関係者5000人も全員銃殺刑に処した。スターリンの下で行われた最初の大規模な党員虐殺事件だった。また裁判中の23日、検事のヴィシンスキーは、「反ソビエト陰謀」の件でトムスキー、ルイコフ、ブハーリンらを「捜査」中であることを明かした（トムスキーは逮捕が避けられないと見て前日の8月22日に自殺していた）。これは次なる「公開裁判」と大粛清への予告であった。

### 第二回モスクワ裁判
ヴィシンスキーの予告通り、第二回裁判（いわゆる「17人裁判」）は早くも1937年1月23日に開かれた。併行本部陰謀事件を裁く法廷であるとされた。今度の被告はピャタコフ、ムラロフ、ソコリニコフら17名。また今回の法廷から「ソ連産業への妨害」も訴因に入り、スターリンの失政を覆い隠す意味も持つようになった。その為、トロツキーに近かった大物政治家ばかりでなく、ソ連の様々な産業セクションの現場責任者や技術者で、中央の政争とは本来無関係だった無名の者たちも多数含まれるようになった。審理も第一回と同様に進められ、やはり全員が「自白」している。「ドイツや日本の手先となりスターリンの暗殺をもくろんだ」とされ、1月29日夜までに結審。
1月30日にピャタコフら13人に銃殺刑が言い渡され、2月1日に執行された。ラデックとソコリニコフ、ストロイロフ、バレンティンの4名は10年間の流刑となったが、ラデックとソコリニコフの2名は翌1938年に獄中で「同房の囚人」によって殺害され、最後まで生存したストロイロフとバレンティンも1941年の独ソ戦勃発に伴い、ナチス・ドイツに白ロシア共和国が蚕食される中、NKVDの囚人虐殺に巻き込まれる形で命を落とした。
被告人たちの何名かに対しては、ブハーリンとルイコフが被告人本人の自白とは異なる反対証言を行っているが、裁判後程なくして両者ともに逮捕されることとなる。
裁判を傍聴したリオン・フォイヒトヴァンガーは、著書『モスクワ1937』にてこの裁判についての講評を残しているが、産業畑の被告人達に対しては「彼らは"野心と欲望を持っていた"と説明されても俄には反論しがたい経歴を有する者達ばかりであった。彼らはその分野でかなり出世した人物ではあるが、最高位のポストに就いていた訳ではなく、いずれも政治局員ではないという共通項があった。」という印象を持ち、粛々と自らの罪を告白していく被告人達に対しては「これが拷問と脅迫に起因するものでないとすれば、薬物を投与されたか催眠術を掛けられたかのいずれかであろう。」「ラデックをはじめとする被告人たちは死刑判決を前にしても皆余りにも落ち着き払っていたが、一方で頻りに傍聴席の視線を気にしているような素振りも見せており、これは刑事裁判というよりも入念なリハーサルと演技指導の上で上演された演劇のようにしか見えなかった。」と書き記している。

### 第三回モスクワ裁判
1938年3月2日、「右翼トロツキスト陰謀事件」を訴因としてブハーリンを裁くための法廷、いわゆる「21人裁判」が開かれた。被告人の目玉はブハーリンであったが、それ以外はヤゴーダと彼の失脚に巻き込まれた元NKVD隊員、元大使などの外交官、前回と同様の産業セクションの責任者、ソ連構成国の幹部、果てはクレムリンの勤務医までもが含まれていた。
裁判場は500人以上が収容できる連邦会館ホールに設けられたが、やはり傍聴席はNKVDで埋め尽くされた。ブハーリン、前NKVD長官のヤゴーダ、ルイコフなど21名が被告となったが、この裁判における世界の注目はブハーリンにあった。しかしブハーリンはじめ被告たちはやはり何らの異議も唱えず、罪を「自白」してしまう。このブハーリンの様子を外国人ジャーナリストたちはさまざまに書いているが、そのうちコンクェストによると「裁判でうそを告発しようとしたブハーリンの考えはあまりにデリケートすぎた。もし彼にそういう考えがあればの話だが。利害関係が無く、まともな傍聴人でも告発は信じなかっただろう。が、この裁判劇はもっと広範な政治的聴衆のために上演されたのであって彼らの印象は単純である。ブハーリンが自白した、と。」と総括する。
一方、ただ一人ニコライ・クレスチンスキーだけが「私が有罪など、認めるわけにはいかない。私はトロツキー派ではない。私は決して"右翼トロツキー・ブロック"のメンバーではないし、そんなものの存在すら知らない。また、私個人に転嫁された犯罪は ただの一つたりとも行ってはいない。 ―― そして特に、ドイツの情報機関との関係を維持していたことについて、私は無罪である」と反論を試みた。もっともクレスチンスキーも翌日には「昨日は、被告席の雰囲気と、起訴状朗読による辛い印象とにより呼び起こされたいわれなき恥辱であるという感覚を、一時的に抱いていた影響のために、そして私の体調不良がそれをいっそう重く感じさせ、私は本当のことを述べることができず、有罪であることを認めることができませんでした。そして「私は有罪です」と述べる代わりに、ほぼ機械的に「私は無罪です」と答えてしまいました」と述べて「罪」を「自白」してしまった。肉体的か精神的かは不明だが、NKVDがクレスチンスキーに何らかの圧力をかけたと考えられる。
判決は3月13日に下され、ブハーリン以下18人の被告が2日後に銃殺刑に処せられた。ドミトリー・プレトニョフ、セルゲイ・ベッソノフ、フリスチアン・ラコフスキーの3名は25年から20年の懲役刑が宣告され、一旦は「助命」されたものの、1941年の独ソ戦勃発に伴いドイツ軍の侵攻がオーレル刑務所に迫った結果、第2回モスクワ裁判により服役していたストロイロフとバレンティンの運命と同様に、メドベージェフ森の虐殺に巻き込まれ、3名ともNKVDに殺害されてしまった。
なお、ブハーリンはこの裁判の前、逮捕を予期して「党の指導者の未来の世代へ」と題する一文をしたため、妻アンナにこれを暗記させてから燃やさせたという。そこには
| 「 | 私はこの世を去る。私が頭を垂れるのは、容赦ないものであるべきだが、純潔なものであるべきプロレタリアの斧の前にではない。地獄の機械の前に自分の無力さを感ずる。それは、明らかに、中世の方法を使いながら、怪力をふるい、組織された中傷をでっち上げ、堂々と自信満々に振る舞っている。ジェルジンスキーはもういない。チェーカーの立派な伝統は過去のものとなった。そのすべての行動を導き、敵に対する残忍さを正当化し、あらゆる反革命から国家を守ったのは革命のイデー（理念）であった。それゆえに、チェーカーの諸機関は特別な信頼、特別な名誉、権威、尊敬を得たのだ。現在、いわゆる内務人民委員部の諸機関の大部分――それは無思想の、腐敗した、充分に生活を保証された官吏の組織に変質し、過去のチェーカーの権威を利用しつつ、スターリンの病的な猜疑心の言うなりになり、それ以上は言うことをはばかるが、勲章と名誉を追い求めて自分の醜悪な事業をつくり出している。（中略）私は一度たりとも裏切り者になったことはないし、レーニンの生命を救うためなら、逡巡することなく自分の生命を差し出したであろう。私はキーロフを愛し、スターリンに対して何一つ企てたことはない。党の指導者の新しい、若い、誠実な世代にお願いする。党中央委員会総会で私の手紙を読み上げ、私を無罪と認め、復党させていただきたい。同志たちよ、諸君が共産主義へ向かう勝利の行進においてかかげる赤旗には、私の血の一滴も含まれていることを知っていただきたい。 | 」 |

とあったという。アンナはその後逮捕されて強制収容所から生還し、解放後の1956年になってようやく書き下ろした。そして夫の名誉回復後の1989年に書いた回想録『夫ブハーリンの想い出』においてこの手紙を公表した。

## デューイ調査委員会
この「見世物裁判」に対しては、当初から疑問の声が挙がっていた。トロツキーも、自身の無罪を証明するためにモスクワへの召還を求めたが無視された。それに対し、1937年3月にジョン・デューイらトロツキーの支持者を中心とした委員会（デューイ調査委員会）が結成され、裁判の起訴状などの調査が行われた。同年9月、「モスクワ裁判はでっち上げである」という結論の報告書が発表された。この報告書は、2009年に現代書館から『トロツキーは無罪だ！ モスクワ裁判〈検証の記録〉』（ISBN 978-4-7684-6995-8）として出版されている。